# Novospasskoïe
Novospasskoïe (Новоспáсское) est un domaine situé en Russie, où est né le compositeur russe Mikhaïl Glinka en 1804. La maison de maître est aujourd'hui un musée consacré à la vie du compositeur.

## Géographie
Le manoir de Novospasskoïe et son domaine se trouvent dans la partie sud-ouest de l'oblast de Smolensk à 22 km au sud du chef-lieu d'arrondissement, Ielnia, au bord de la rivière Desna (affluent du Dniepr).

## Histoire

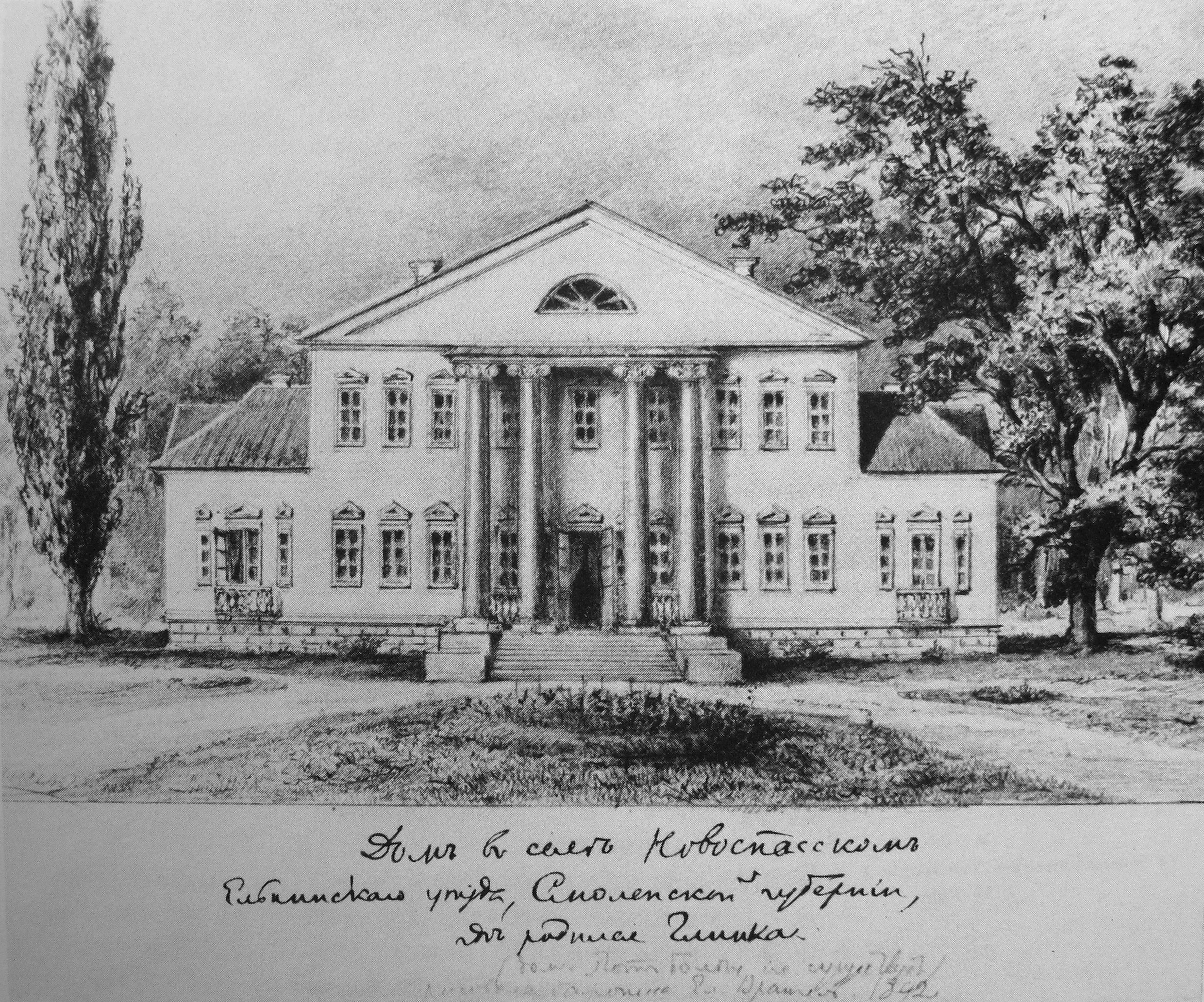
Façade du manoir en 1842.

L'endroit est appelé à l'origine « la friche de Chatkovo » du nom du petit village voisin de Chatkovo. En 1750, les terres appartiennent au grand-père du compositeur, le major à la retraite Nicolas Alexeïevitch Glinka. La paroisse est formée dès 1654 avec une église dédiée à la Transfiguration du Sauveur et le village prend le nom de Spasskoïe (en russe: « du Sauveur »). Une nouvelle église est construite en pierre en 1786, ainsi qu'une vaste demeure de bois où naît dix-huit ans plus tard l'illustre compositeur. Le domaine prend le nom de « Novospasskoïe » (Novo pour nouveau). 
Le manoir actuel est construit par le père de Mikhaïl Glinka, Ivan Nikolaïevitch Glinka, en 1807-1810, à l'emplacement de l'ancienne demeure. D'après l'inventaire de transfert, dressé par un membre de la tutelle noble d'Ielnia le 18 juin 1860, on sait qu'il s'agissait « ... d'une maison en bois à un étage supérieur, sur une fondation en pierre, avec un couloir, recouverte de bardeaux, quelque peu délabrée et gainé de planches avec un porche et quatre balcons. L'intérieur est tapissé de papier peint. Au rez-de-chaussée, il y a dix-sept pièces, avec a des fenêtres à double châssis, poignées en cuivre, loquets et crochets au nombre de quarante < …>, des poêles hollandais en carreaux de faïence simples avec tous les accessoires au nombre de seize. »,.
Pendant la guerre de 1812, le capitaine Glinka et sa famille sont obligés de quitter le manoir et de s'installer provisoirement à Oriol. Les paysans restés au village sont confrontés courageusement à l'armée de Napoléon. Une partie du domaine est saccagée, ainsi que le manoir. Celui-ci est restauré au retour du capitaine Glinka. Après la mort de ce dernier en 1834, sa veuve en hérite, puis en 1851 la sœur cadette du compositeur, Olga Ivanovna Izmaïlova née Glinka. Elle meurt trois ans plus tard et son mari en hérite, le général-major Izmaïlov (1818-après 1876). Le manoir et ses terres sont vendus en 1879 au marchand F.T. Rybakov,. Une partie de la construction et des annexes sont transférées à Kolomna pour construire une caserne et le domaine de Novospasskoïe tombe dans un état d'abandon.

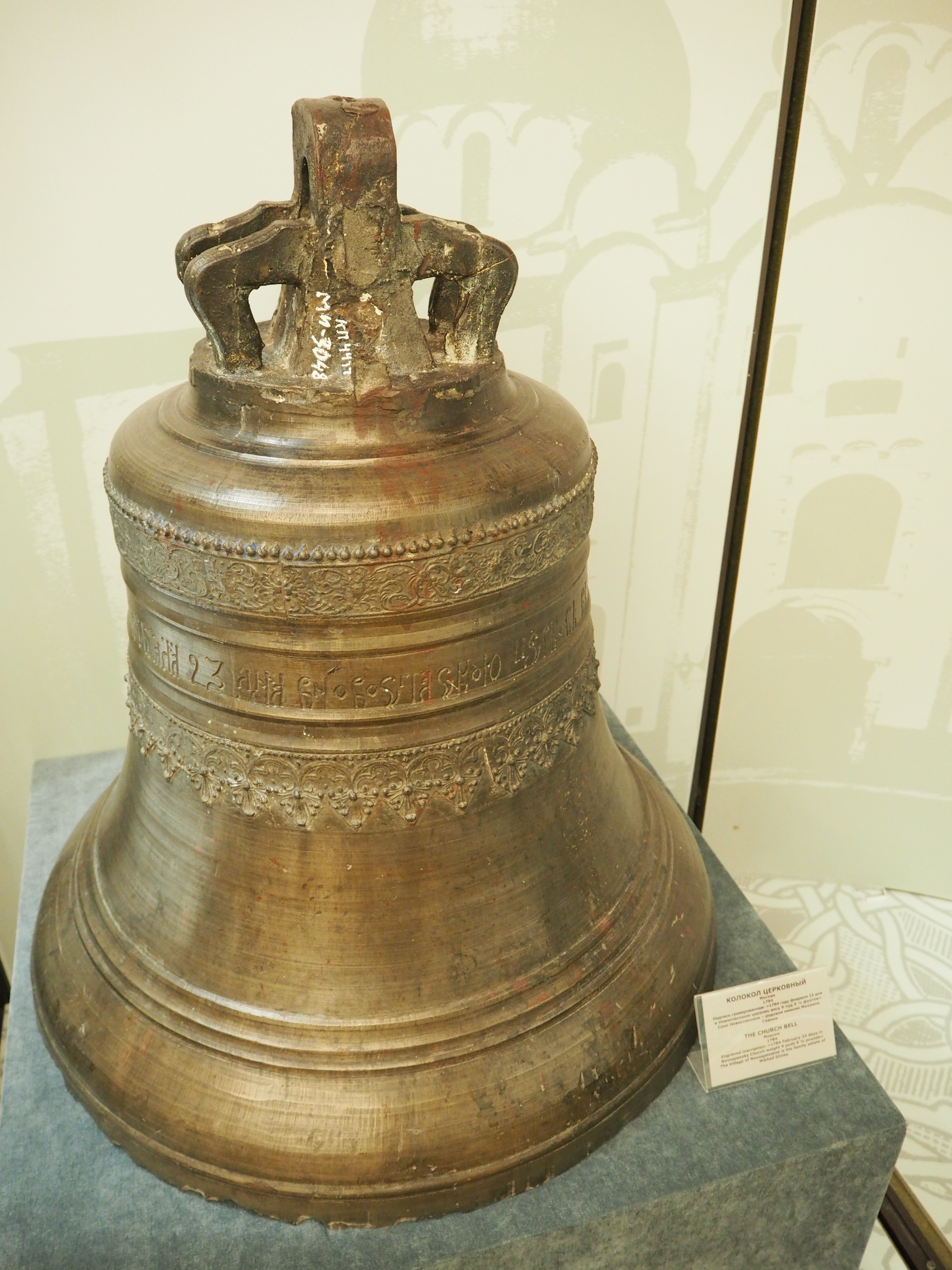
Cloche conservée de l'église de Novospasskoïé.

Le recteur de l'église (le P. Théodore (Raphaël) Tivanov) est arrêté en 1933 avec sa famille et envoyé vers une destination inconnue. Des paroissiens actifs sont également arrêtés et certains envoyés dans un camp pour construire le canal Moscou-Volga. L'église est vandalisée, le clocher détruit. La cloche la plus lourde (pesant 106 pouds) fondue pour fêter la victoire contre les armées de Napoléon est détruite. Une des cloches se trouve aujourd'hui au musée de la culture musicale de Moscou. L'église devient une grange à foin et une écurie.
Le ministère de la culture de la RSFSR et l'union des compositeurs d'URSS décident de la restauration du manoir et du domaine. Le musée Glinka est inauguré le 27 mai 1982.
Il faut attendre 1990 pour que l'église de Novospasskoïé soit restaurée. Elle est ouverte au culte depuis les années 1990.

## Architecture

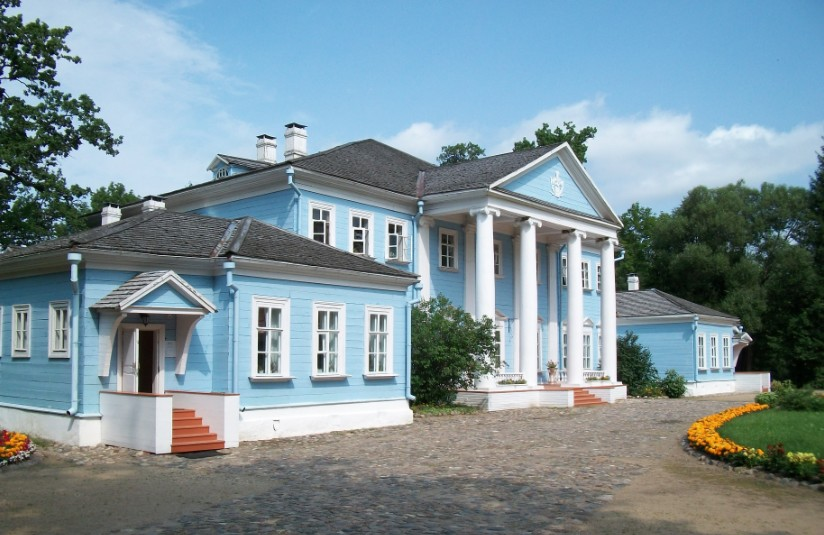
Façade d'honneur avec son portique ionique tétrastyle.

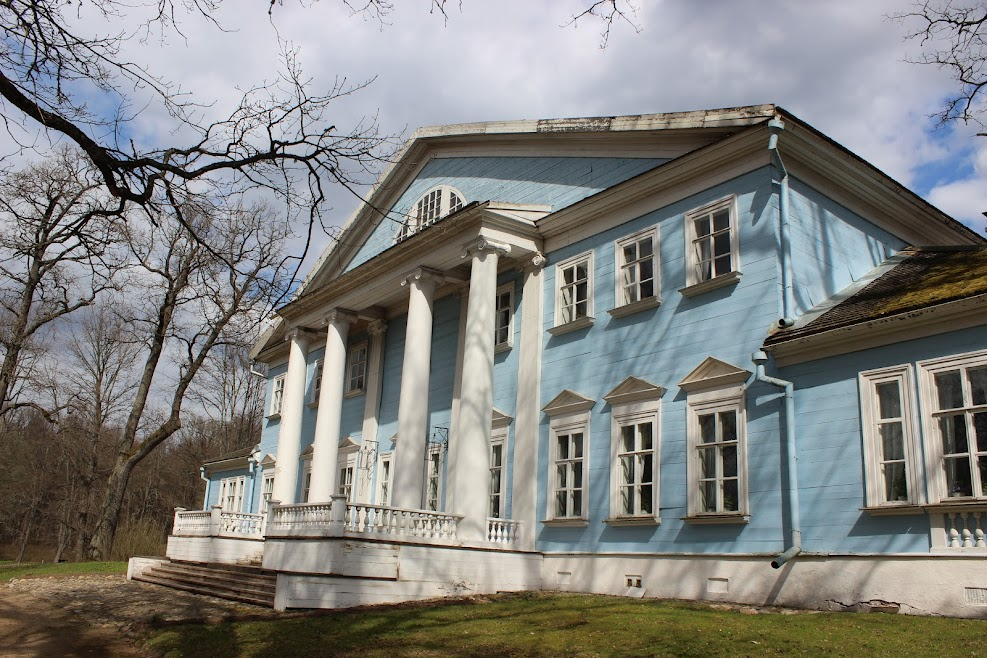
Vue du manoir du côté du parc.

Le nom de l'architecte est inconnu. Le rez-de-chaussée de la maison de maître abrite le grand salon, la salle de billard, la salle à manger, le petit salon et les pièces de service. Le premier étage abrite les appartements des maîtres de maison et les chambres des enfants. Les plafonds étaient peints par les meilleurs peintres décorateurs de Moscou.
« Le mobilier de chaque pièce était d'un bois spécialement choisi. Il y avait de magnifiques parquets et miroirs, lustres, et lampes... Tout était fait avec tant de goût et d'élégance que si notre maison avait été déplacée à Saint-Pétersbourg, ce ne serait pas l'une des dernières. La maison était entièrement construite en chêne et en pin - que du bon bois solide.
L.I. Chestakova »
Devant le balcon de la maison, une immense « prairie en pente » ouvrait un panorama sur les berges de la rivière, les champs et prairies au-delà de la rivière.
En plus du manoir, il y avait d'autres constructions: deux annexes de service construites en 1806-1811, un bania « pour les maîtres », un moulin à eau, une orangerie, une blanchisserie, etc. Elles étaient en bois et n'ont pas subsisté aux épreuves du temps. L'église était construite en pierre sur le modèle de celle de style baroque du village d'Apolié bâtie trois décennies auparavant. Lorsque l'église est terminée en 1786, le style baroque est à son déclin en province, ce qui explique que sa façade est plus modeste que les édifices de la région construits au milieu du XVIIIe siècle. Les frontons semi-circulaires sont de petites dimensions, les fenêtres et le portail ne sont décorés que d'un cadre en ruban.
Le parc est de grandes dimensions, de style paysager anglais. Il est planté d'allées de tilleuls, de bouquets d'érables, de chênes, d'ormes, de frênes, etc. Des prés et des groupes d'arbustes ainsi que des platebandes ponctuent la vue. L'une des prairies portait le nom de pré d'amour, car du temps de Glinka s'y dressait la statue en marbre d'un Amour. Le père du compositeur faisait venir de Saint-Pétersbourg, de Riga et même de l'étranger, des essences rares et toute sorte de fleurs.

## Glinka et Novospasskoïé

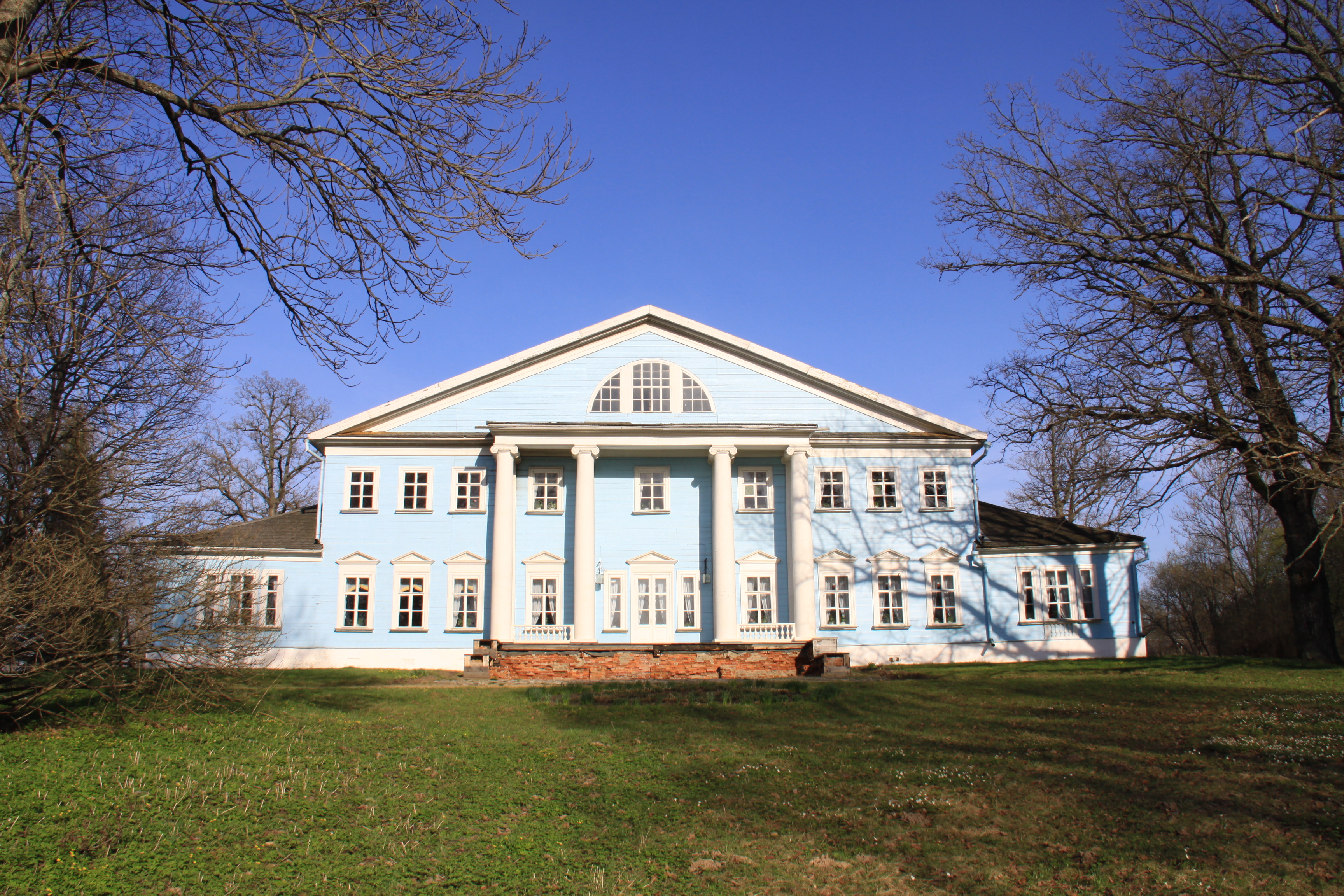
Le manoir de Novospasskoïé du côté du parc.

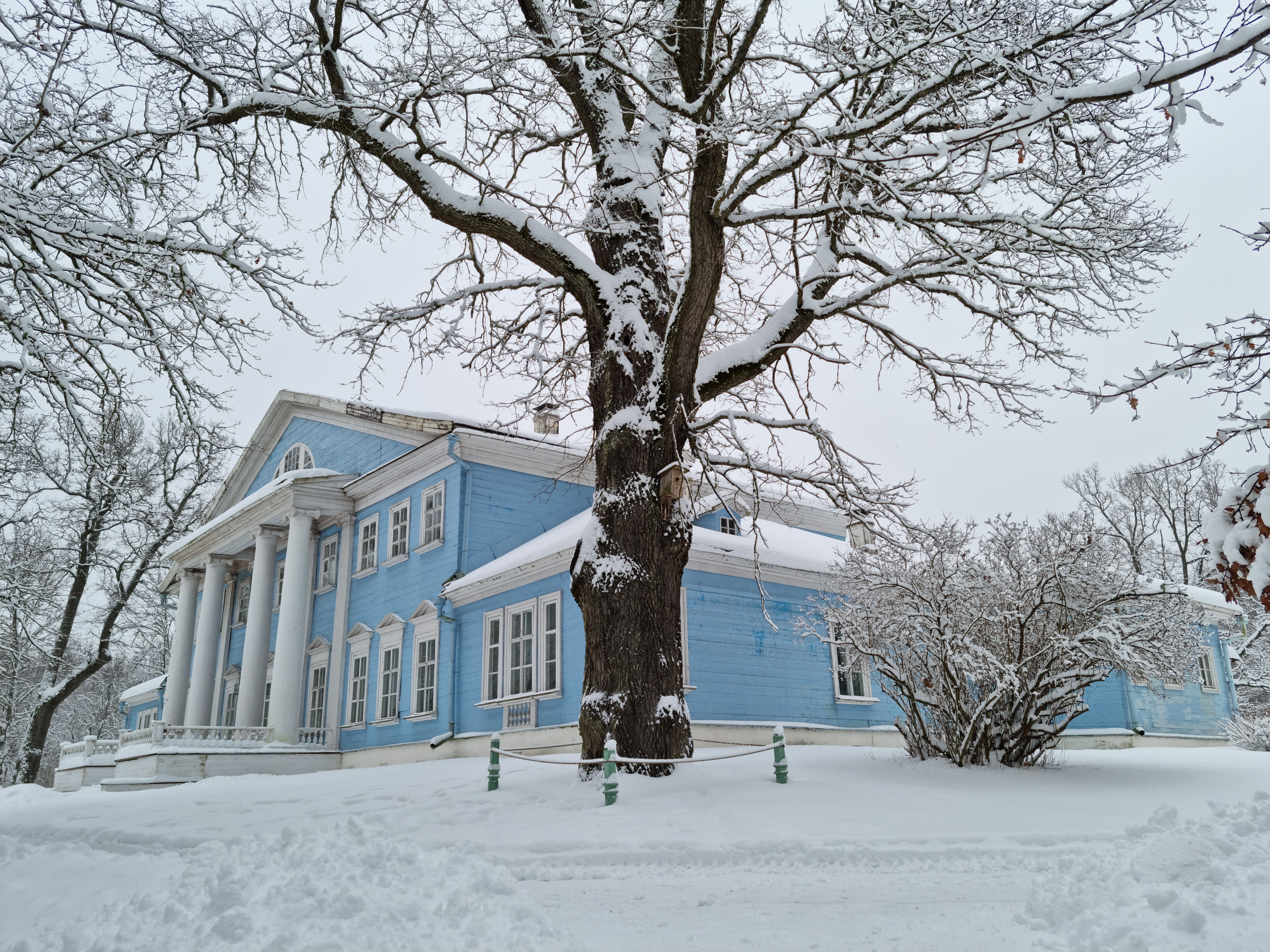
Le manoir de Novospasskoïé en hiver.

Mikhaïl Ivanovitch Glinka est né au manoir de Novospasskoïé le 20 mai 1804.
« je suis né le matin du 20 mai 1804 à l'aube, au village de Novospasskoïé appartenant à mon père, le capitaine à la retraite Ivan Nikolaïevitch Glinka. Son domaine se trouvait à vingt verstes de la ville d'Ielnia du gouvernement de Smolensk. Le village était situé au bord de la rivière Desna, près de sa source, et était entouré de forêts infranchissables, rejoignant les fameuses forêts de Briansk...
M.I. Glinka »
Glinka passa ses douze premières années dans le manoir paternel. Il le quitta pour entrer en pension à Saint-Pétersbourg en 1817.
Glinka appréciait grandement Novospasskoïé. Il s'y rendait régulièrement et les impressions de la vie dans le domaine se sont invariablement reflétées dans son œuvre. Glinka fit son dernier séjour dans son domaine natal en juin 1847.
« Je me suis rendu à Novospasskoïé en bonne santé; mais bientôt j'ai commencé à sentir que je perdais l'appétit et le sommeil. Voulant me remettre en forme j'ai commencé comme gymnastique à couper des tilleuls qui étaient en trop, avec une petite hache. Ils étaient nombreux et il fallait laisser de la place aux chênes, aux ormes et autres arbres. 
M.I. Glinka »
Mais sa santé continua de se détériorer et Glinka partit pour Saint-Pétersbourg. Et lorsque la mère du compositeur mourut en 1851, les voyages à Novospasskoïé perdirent tout sens pour lui. Il écrivit à ses sœurs: « je ne reviendrai plus jamais à Novospasskoïé sans ma chère mère. »

## Aujourd'hui
La maison de maître abrite aujourd'hui le musée mémoriel Glinka. Il s'agit du premier et de l'unique musée consacré au compositeur. Cinq salles d'exposition sont consacrées à sa vie et à son œuvre. Le grand salon, la salle à manger, le salon de billard, le bureau du père et du compositeur, la chambre des oiseaux ont été restaurés et spécialement aménagés.
Tous les ans à la fin du mois de mai et au début du mois de juin le festival musical Glinka se tient dans la région de Smolensk et la clôture a lieu traditionnellement à Novospasskoïé. Un public nombreux assiste aux représentations musicales qui ont lieu au domaine. Le bicentenaire du compositeur en 2004 a donné lieu ici à des événements particulièrement festifs.

## Liens externes

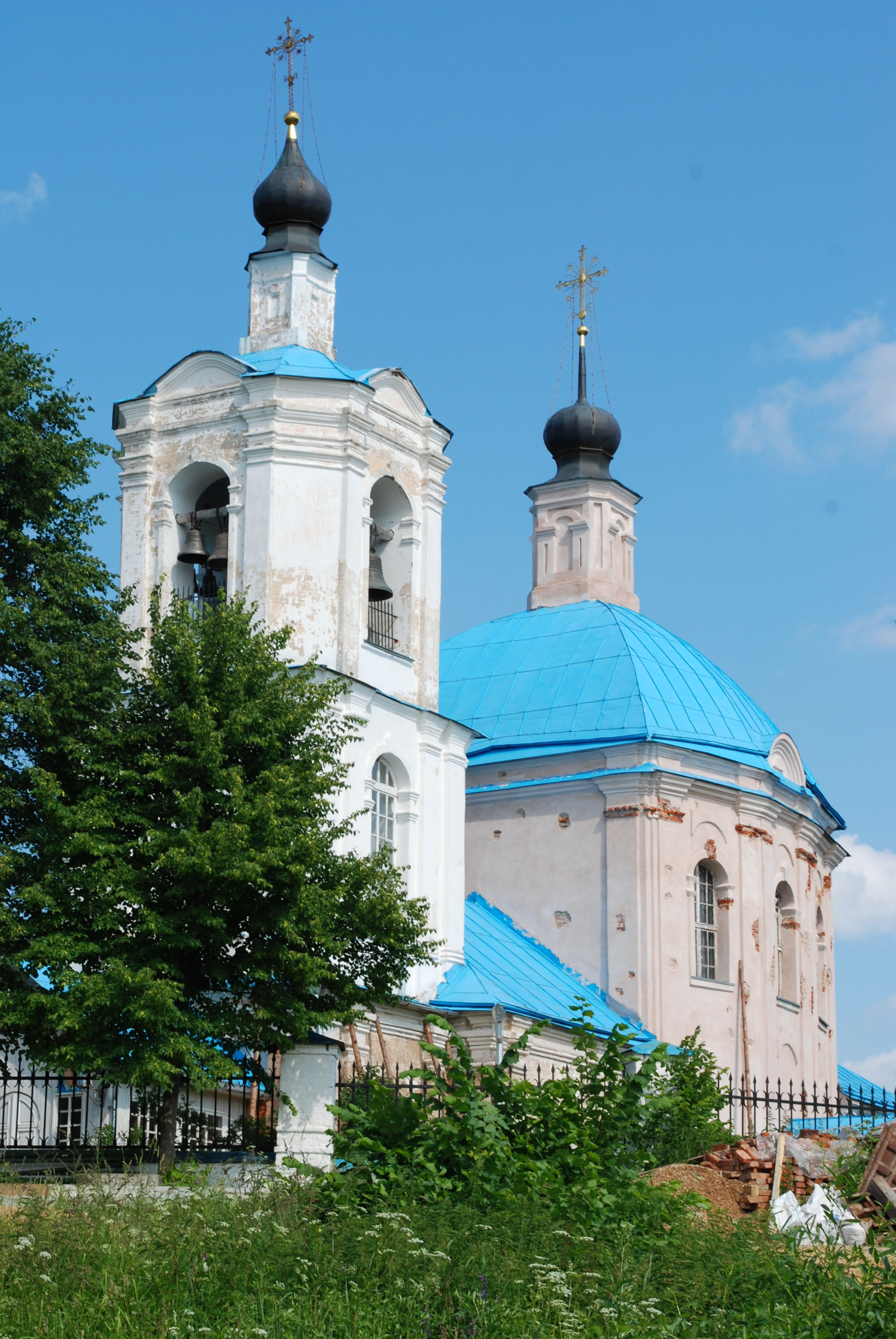
Vue de l'église de Novospasskoïé.